# Onocolus
Onocolus Simon, 1895 è un genere di ragni appartenente alla famiglia Thomisidae.

## Distribuzione
Le 16 specie note di questo genere sono state rinvenute in America centrale e meridionale

## Tassonomia
Ritenuto sinonimo anteriore di Paronocolus Mello-Leitão, 1929 a seguito di un lavoro dell'aracnologo Lise (1981a).
La grafia Onoculus, presente in una pubblicazione di Brignoli è da ritenersi un lapsus.
Non sono stati esaminati esemplari di questo genere dal 1981.
A dicembre 2014, si compone di 16 specie:
1. Onocolus biocellatus Mello-Leitão, 1948 — Guyana
2. Onocolus compactilis Simon, 1895 — Perù, Brasile
3. Onocolus echinatus (Taczanowski, 1872)[2] — dal Venezuela al Brasile
4. Onocolus echinicaudus Mello-Leitão, 1929 — Brasile, Paraguay
5. Onocolus echinurus Mello-Leitão, 1929 — Brasile
6. Onocolus eloaeus Lise, 1980 — Brasile
7. Onocolus garruchus Lise, 1979 — Brasile
8. Onocolus granulosus Mello-Leitão, 1929 — Perù, Brasile
9. Onocolus infelix Mello-Leitão, 1941 — Brasile
10. Onocolus intermedius (Mello-Leitão, 1929) — Brasile, Paraguay
11. Onocolus latiductus Lise, 1980 — America meridionale
12. Onocolus mitralis Lise, 1979 — Venezuela, Brasile
13. Onocolus pentagonus (Keyserling, 1880) — dal Panamá al Brasile
14. Onocolus perditus Mello-Leitão, 1929 — Brasile
15. Onocolus simoni Mello-Leitão, 1915 — Brasile, Perù
16. Onocolus trifolius Mello-Leitão, 1929 — Brasile

### Specie trasferite
- Onocolus granulatus Bryant, 1940; trasferita al genere Rejanellus Lise, 2005[1].
- Onocolus pallescens Bryant, 1940; trasferita al genere Rejanellus Lise, 2005.
- Onocolus stolzmanni (Keyserling, 1880); trasferita al genere Tmarus Simon, 1875.
- Onocolus venustus Bryant, 1948; trasferita al genere Rejanellus Lise, 2005.

### Sinonimi
- Onocolus episcopus Mello-Leitão, 1934; posta in sinonimia con O. intermedius (Mello-Leitão, 1929) a seguito di uno studio di Lise (1981a) in cui, senza avvedersene, cita questi esemplari con la denominazione più recente[1].
- Onocolus mendax Soares & Soares, 1946; posta in sinonimia con O. infelix Mello-Leitão, 1940 a seguito di uno studio di Lise (1981a)[1].